# Estação Sierra de Guadalupe
Sierra de Guadalupe é uma estação da Linha 1 do Metro de Madrid.

## História
A estação foi inaugurada em 7 de março de 1999.